# Zgornje Gameljne
Zgornje Gameljne – wieś w Słowenii, w gminie miejskiej Lublana. W 2018 roku liczyła 533 mieszkańców. 